# Panienki z temperamentem
Panienki z temperamentem – album Kayah i Renaty Przemyk, wydany w 2010 roku.
Album zawiera piosenki stworzone przez Jeremiego Przyborę oraz Jerzego Wasowskiego, prócz utworu „Z kim Ci tak będzie źle jak ze mną” (W. Młynarski, R. Orłow). Jest to drugie wydawnictwo z tej serii, po wspólnym albumie Starsi panowie Macieja Maleńczuka i Pawła Kukiza. Pierwszym singlem została piosenka „Dla ciebie jestem sobą”. Płyta dotarła do 10. miejsca listy OLiS w Polsce. Album osiągnął nakład 10 tysięcy sztuk.

## Lista utworów
1. „Już czas na sen”
2. „Nie budźcie mnie”
3. „Panienka z temperamentem”
4. „S.O.S.”
5. „Do ciebie szłam”
6. „Romeo”
7. „Szarp Pan bas”
8. „Z kim Ci tak będzie źle jak ze mną”
9. „Dla ciebie jestem sobą”
10. „Bo we mnie sex”
11. „W czasie deszczu”
12. „Tango kat"